# 安徹維 (牙買加)
安徹維（英語：Anchovy）是牙買加聖詹姆斯堂區的城鎮，位於該國西北部，距離首府蒙特哥貝7公里，海拔高度275米，2010年人口估計4,269。

## 外部連結
- MSN Map[永久]